# Men in Trees
Men in Trees (Brasil: Homens ás Pencas / Portugal: Men In Trees - O Amor no Alasca) é uma série de televisão dramática da ABC, com Anne Heche que interpreta a treinadora de relacionamentos, Marin Frist, uma conselheira que tem problemas de seguir os próprios conselhos.
A série foi exibida no Brasil pelo Warner Channel e na tv aberta pelo SBT com o nome de "Homens às pencas" dentro do programa Tele Seriados. Em Portugal, chega pela RTP2 a 31 de agosto de 2010 com o nome de "Men In Trees - O Amor no Alasca".
A série foi cancelada pela ABC logo depois da transmissão do episódio Taking the Lead (no dia 11 de junho de 2008) , que se cogita o último da série. Foi cancelado por trocar 6 vezes de horários, e por isso tento um redimento extremamente baixo e que custou caro no bolso da emissora.

## Elenco e personagens
- Anne Heche como Marin Frist
- Abraham Benrubi como Ben
- Emily Bergl como Annie
- Seana Kofoed como Jane
- Suleka Mathew como Sara
- Derek Richardson como Patrick
- Sarah Strange como Theresa
- James Tupper como Jack
- John Amos como Buzz

## Episódios
- Anexo:Lista de episódios de Men in Trees

### Temporada 1: 2006-2007
| #  | Título                    | Transmissão EUA      | Transmissão Portugal - RTP2 |
| -- | ------------------------- | -------------------- | --------------------------- |
| 1  | "Pilot"                   | 12 de Setembro 2006  | 31/Ago/2007                 |
| 2  | "Power Shift"             | 15 de Setembro 2006  | 07/Set/2007                 |
| 3  | "For What It's Worth..."  | 22 de Setembro 2006  | 14/Set/2007                 |
| 4  | "Sink or Swim"            | 29 de Setembro 2006  | 21/Set/2007                 |
| 5  | "Talk for Tat"            | 6 de Outubro 2006    | 28/Set/2007                 |
| 6  | "The Caribou in The Room" | 13 de Outubro 2006   | 05/Out/2007                 |
| 7  | "Ladies Frist"            | 20 de Outubro 2006   | 12/Out/2007                 |
| 8  | "The Buddy System"        | 27 de Outubro 2006   | 19/Out/2007                 |
| 9  | "The Menaissance"         | 10 de Novembro 2006  | 26/Out/2007                 |
| 10 | "New York Fiction (1)"    | 30 de Novembro 2006  | 02/Nov/2007                 |
| 11 | "New York Fiction (2)"    | 7 de Dezembro 2006   | 09/Nov/2007                 |
| 12 | "The Darkest Day"         | 11 de Janeiro 2007   | 16/Nov/2007                 |
| 13 | "History Lessons"         | 18 de Janeiro 2007   | 30/Nov/2007                 |
| 14 | "Bed, Bat & Beyond"       | 25 de Janeiro 2007   | 07/Dez/2007                 |
| 15 | "Take It Like a Man"      | 1 de Fevereiro 2007  | 14/Dez/2007                 |
| 16 | "Nice Girls Finish First" | 8 de Fevereiro 2007  | 21/Dez/2007                 |
| 17 | "The Indecent Proposal"   | 15 de Fevereiro 2007 | 28/Dez/2007                 |

### Temporada 2: 2007-2008
| #  | Título                       | Transmissão EUA         | Transmissão Portugal - RTP2 |
| -- | ---------------------------- | ----------------------- | --------------------------- |
| 1  | "A Tree Goes in Elmo"        | 12 de outubro de 2007   | -                           |
| 2  | "Chemical Reactions"         | 19 de outubro de 2007   | -                           |
| 3  | "No Man Is An Iceland"       | 26 de outubro de 2007   |                             |
| 4  | "I Would If I Could"         | 2 de novembro de 2007   | -                           |
| 5  | "The Girl Who Cried Wolf"    | 9 de novembro de 2007   | -                           |
| 6  | "Nice Day For A Dry Wedding" | 16 de novembro de 2007  | -                           |
| 7  | "Sea Change"                 | 23 de novembro de 2007  | -                           |
| 8  | "Sweatering it Out"          | 7 de dezembro de 2007   | -                           |
| 9  | "Charity Case"               | 27 de fevereiro de 2008 | -                           |
| 10 | "Sonata In Tree Parts"       | 5 de março de 2008      | -                           |
| 11 | "Home, Seized Home"          | 12 de março de 2008     | -                           |
| 12 | "Read Between The Minds"     | 19 de março de 2008     | -                           |
| 13 | "A Tale Of Two Kidneys"      | 26 de março de 2008     | -                           |
| 14 | "Get A Life"                 | 2 de abril de 2008      | -                           |
| 15 | "Wander/Lust"                | 16 de abril de 2008     | -                           |
| 16 | "Kiss And Don't Tell"        | 23 de abril de 2008     | -                           |
| 17 | "New Dogs, Old Tricks"       | 28 de maio de 2008      | -                           |
| 18 | "Surprise, Surprise"         | 4 de junho de 2008      | -                           |
| 19 | "Taking The Lead"            | 11 de junho de 2008     | -                           |

## Audiência EUA

### Primeira Temporada
| Episódio                  | Share | Nª de Telespectador |
| ------------------------- | ----- | ------------------- |
| "Pilot"                   | 13%   | 12.1 milhões        |
| "Power Shift"             | 10%   | 8.02 milhões        |
| "For What It's Worth..."  | 10%   | 8.21 milhões        |
| "Sink or Swim"            | 8%    | 7.08 milhões        |
| "Talk for Tat"            | 8%    | 7.11 milhões        |
| "The Caribou in The Room" | 9%    | 7.15 milhões        |
| "Ladies First"            | 8%    | 6.16 milhões        |
| "The Buddy System"        | 8%    | 6.86 milhões        |
| "The Menaissance"         | 7%    | 6.35 milhões        |
| "New York Fiction (1)"    | 13%   | 11.85 milhões       |
| "New York Fiction (2)"    | 10%   | 8.28 milhões        |
| "The Darkest Day"         | 11%   | 10.26 milhões       |
| "History Lessons"         | 12%   | 10.70 milhões       |
| "Bed, Bat & Beyond"       | 13%   | 10.98 milhões       |
| "Take It Like a Man"      | 12%   | 10.64 milhões       |
| "Nice Girls Finish First" | 12%   | 10.90 milhões       |
| "The Indecent Proposal"   | 12%   | 11.21 milhões       |

Média Geral: 10,3 de share (baixo)
Média Geral: 9,05 de telespectadores (baixo)

### Segunda Temporada
| Episódio                           | Share | Nª de Telespectador |
| ---------------------------------- | ----- | ------------------- |
| "A Tree Grows In Elmo"             | 9%    | 7.05 milhões        |
| "Chemical Reactions"               | 8%    | 6.42 milhões        |
| "No Man Is An Iceland"             | 8%    | 6.51 milhões        |
| "I Would If I Could"               | 7%    | 7.41 milhões        |
| "I Would If I Could"               | 8%    | 6.16 milhões        |
| "Nice Day For A Dry Wedding"       | 8%    | 6.40 milhões        |
| "Sea Change"                       | 7%    | 5.57 milhões        |
| "Sweatering it Out"                | 7%    | 5.97 milhões        |
| "Charity Case"                     | 7%    | 5.66 milhões        |
| "Sonata in Three Parts"            | 7%    | 5.74 milhões        |
| "Home Seized Home"                 | 7%    | 5.62 milhões        |
| "Read Between the Minds"           | 7%    | 5.89 milhões        |
| "A Tale of Two Kidneys"            | 7%    | 5.61 milhões        |
| "Get a Life"                       | 6%    | 5.50 milhões        |
| "Wander/Lust"                      | 7%    | 6.11 milhões        |
| "Kiss and Don't Tell"              | 6%    | 5.21 milhões        |
| "New Dogs, Old Tricks"             | 6%    | 5.31 milhões        |
| "New Dogs, Old Tricks"             | 5%    | 5.25 milhões        |
| "Taking the Lead" (Final da Série) | 4%    | 4.51 milhões        |

Média Geral: 6,5 de share (baixíssimo)
Média Geral: 5,8 de telespectadores (baixíssimo)

## Recepção da crítica
Em sua primeira temporada, Men in Trees teve recepção mista por parte da crítica especializada. Com base de 24 avaliações profissionais, alcançou uma pontuação de 48% no Metacritic. Por votos dos usuários do site, atinge uma nota de 8.9, usada para avaliar a recepção do público.